# Zódžódži
Zódžódži (japonsky 増上寺) je tokijský buddhistický chrám. Je hlavním chrámem buddhismu školy Čisté země (浄土宗, džódošú) v regionu Kantó. Horské jméno (山号, sangó) chrámu je Sanenzan (三縁山).
V areálu chrámu se nacházelo mauzoleum Taitokuin, ve kterém bylo pohřbeno šest tokugawských šógunů. Chrámový Sangedacumon (hlavní brána) je nejstarší dřevěnou stavbou v Tokiu a pochází z roku 1622. Původní budovy a mauzolea byly zničeny požárem, přírodními katastrofami a nálety během 2. světové války.
Zódžódži se nachází ve čtvrti Šiba v Minatu. Kolem kláštera se nachází park Šiba a vedle něj stojí Tokyo Tower. V roce 2015 byla v podzemním podlaží Daidenu (hlavní pavilon) otevřena Galerie pokladů, v níž jsou umístěny obrazy malíře Kazunoba Kanóa a model mauzolea Taitokuin.

## Historie
Předchůdce dnešního chrámu, chrám Kómjódži (光明寺) v Kaizuce (貝塚, dnešní Kódžimači v Čijodě) založil mnich Šúei (宗叡, 809–884), žák Kúkaie. V roce 1393, během období Muromači, chrám pod opatem Šósó Jujóem přešel ze školy šingon na školu džódo. Šósó je proto považován za zakladatele Zódžódži.
Během období Edo byl Zódžódži společně s Kaneidži rodinným chrámem Tokugawů a sloužil také jako administrativní centrum pro správu náboženských studií a aktivit školy džódošú. Iejasu Tokugawa nechal chrám přemístit nejprve do Hibija, v roce 1590 pak na jeho současné místo kvůli rozšiřování hradu Edo. V této době se chrámový komplex rozkládal na ploše 826 000 m² a zahrnoval 48 menších chrámů a asi 150 chrámových škol (terakoja).
Po zániku tokugawského šógunátu a začátku období Meidži (1868–1912) byl státem upřednostňován šintoismus, a v Japonsku získalo na síle protibuddhistické hnutí (廃仏毀釈, haibucu kišaku), jehož příznivci v roce 1873 chrám zapálili. Pozemky chrámu byly zestátněny a vznikl na nich nový Park Šiba. V pozdějších letech byl chrám rekonstruován, ale jeho plocha se výrazně zmenšila. Během amerického bombardování v roce 1945 pak byly zničeny všechny budovy kromě hlavní brány. Daiden byl přestavěn v letech 1961–1974 a většina zbývajících budov v letech 1989–2000.

## Významné stavby

### Sangedacumon
21 metrů vysoká dvoupatrová hlavní brána Sangedacumon (三解脱門) byla postavena v roce 1622 a je tak nejstarší dochovanou dřevěnou stavbou v Tokiu. Jedná se o jedinou původní stavbu chrámu, která přežila druhou světovou válku, a byla označena za džújó bunkazai, tj. důležitou kulturní památku.

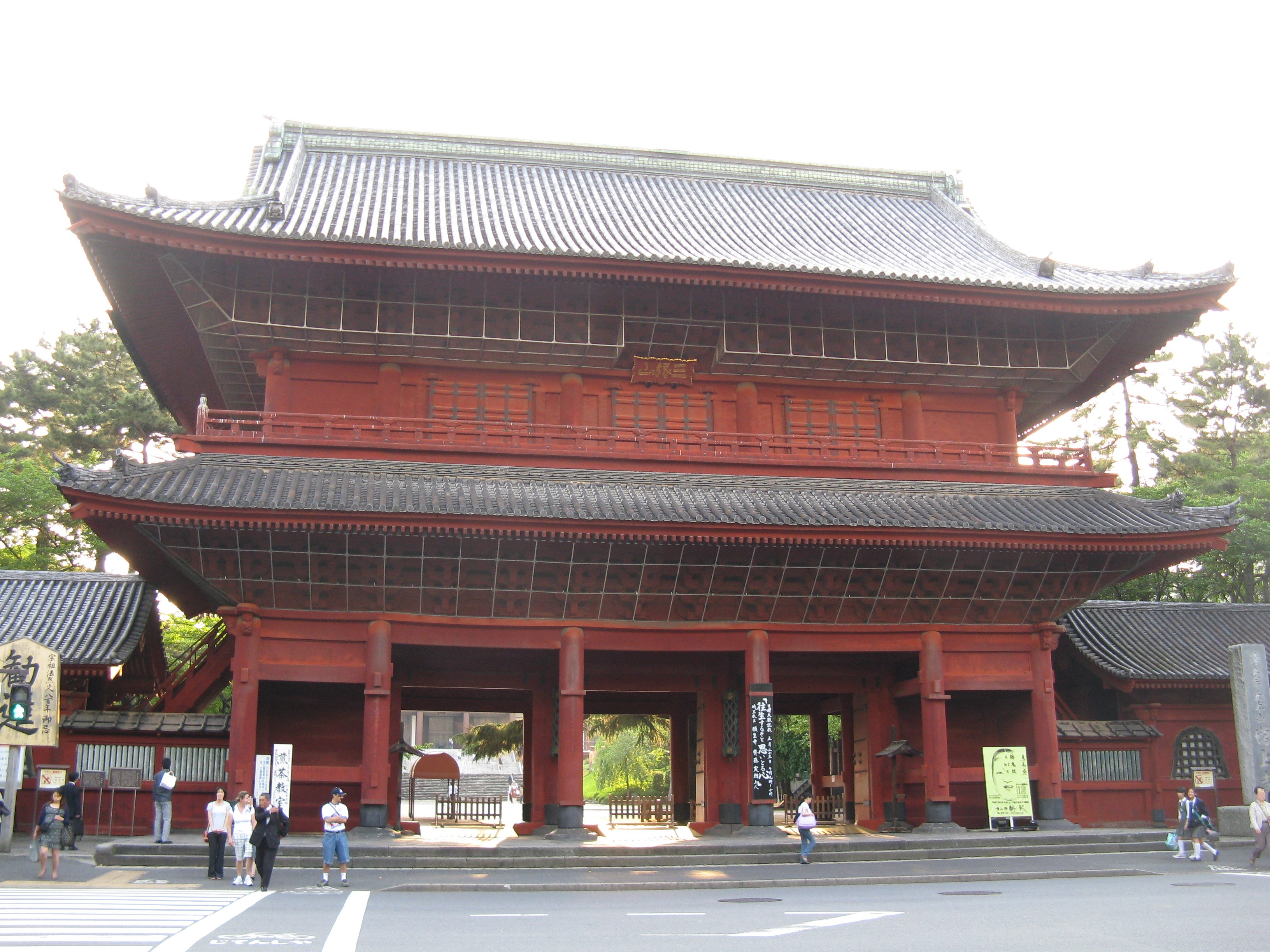
Sangedacumon

San (三) znamená „tři“ a gedacu (解脱) znamená „osvobození od pozemských tužeb a neštěstí“ – mókša. Každý, kdo projde bránou, je prý očištěn od tří světských strastí: chamtivosti, hněvu a nevědomosti.
Propracovaný styl stavby se šikmou valbovou střechou nad nižší pultovou střechou na čtyřech stranách spodní části byl převzat z čínské architektury. Jednodušší design balustrády odráží více japonský styl.
Ve druhém patře, které je pro veřejnost nepřístupné, je socha Buddhy, po stranách stojí dva bódhisattvové a 16 arahantů. Všechny sochy pocházejí z období Edo.

### Daiden

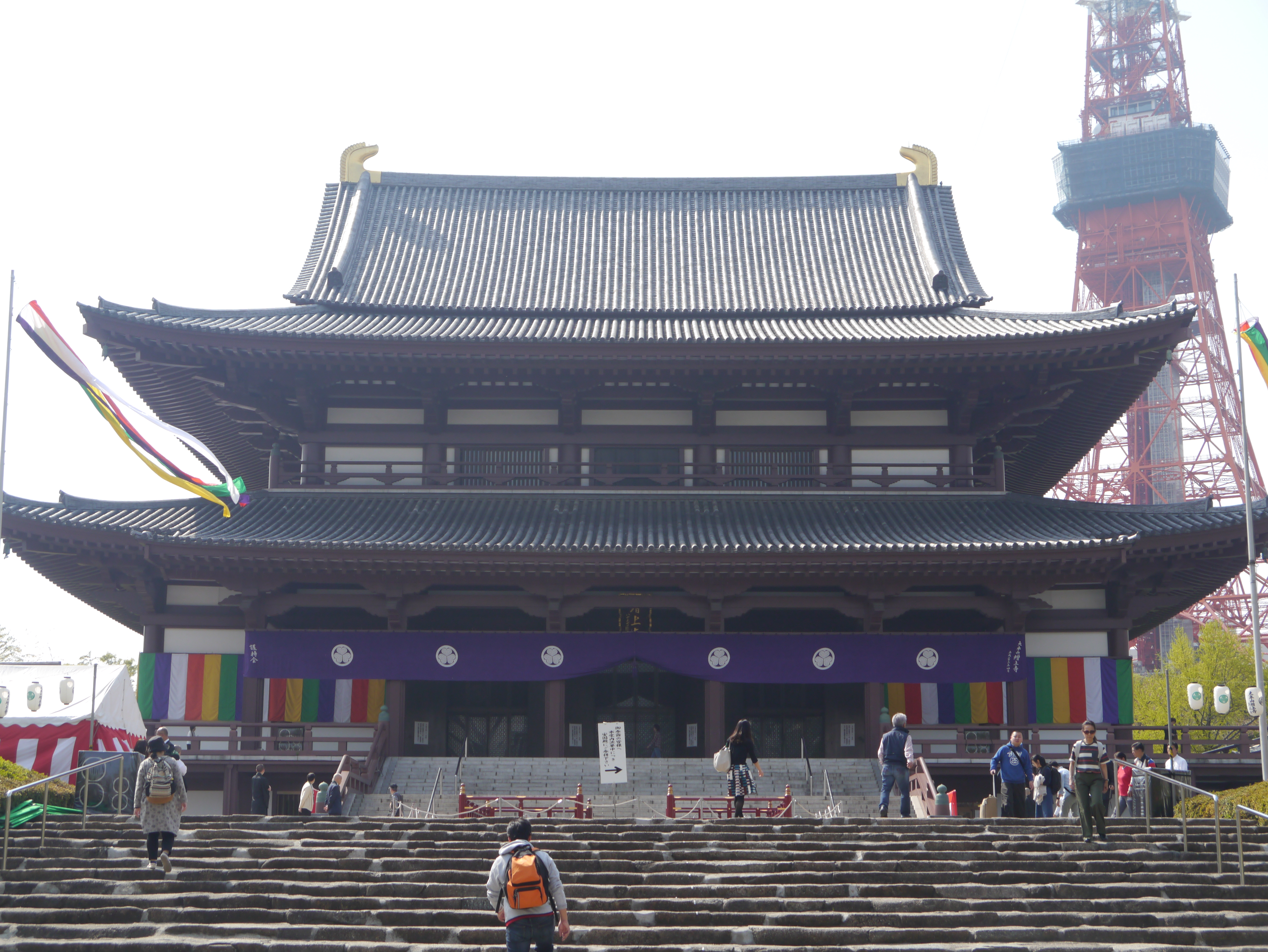
Daiden

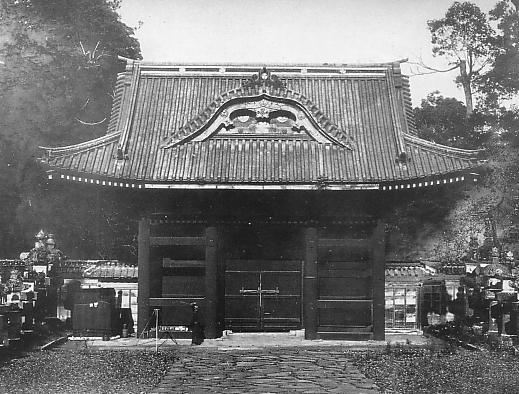
Mauzoleum Taitokuin

Hlavní pavilon Daiden byl zrekonstruován v roce 1974 a kombinuje tradiční buddhistickou chrámovou architekturu s tou moderní. Nachází se v něm kultovní obraz (御本尊, gohonzon) Amitábhy. V suterénu se nachází Galerie pokladů, výstavní prostor dokončený v roce 2015. Jeho ústředním bodem je model mauzolea Taitokuin (台徳院霊廟, Taitokuin Reibjó)) v měřítku 1:10 o rozměrech 4x6 m, původně postavený za účelem prezentace japonské kultury a technologií na výstavě v Londýně v roce 1910. V Galerii se také vystavují obrazy Kazunoba Kanóa (1816–1863), stoupence školy Kanó, zobrazující každodenní život pěti set arahantů.

### Mauzoleum Taitokuin
Mauzoleum bylo postaveno v roce 1632 šógunem Iemicu Tokugawou pro jeho otce Hidetadu a jeho propracovaná architektura a nákladná výzdoba se staly vzorem pro pozdější přestavbu svatyně Nikkó Tóšógú. V mauzoleu byli kromě Hitedaty pohřbeni také Ienobu, Iecugu, Iešige, Iejoši a Iemoči s některými členy rodiny, většinou manželkami. Taitokuin byl spolu s většinou chrámu zničen americkými nálety v roce 1945.